# Aloe marlothii
Aloe marlothii (укр. Алое марлоті, Алое Марлота), A.Berger — сукулентна рослина роду алое.

## Етимологія
Видова назва дана на честь професора Рудольфа Марлота (1855—1931), німецького ботаніка, аналітичного хіміка і фармацевта, що жив у Південній Африці з 1883 року, професора хімії в університеті Стелленбоса у 1889—1892 рр..

## Морфологічні ознаки

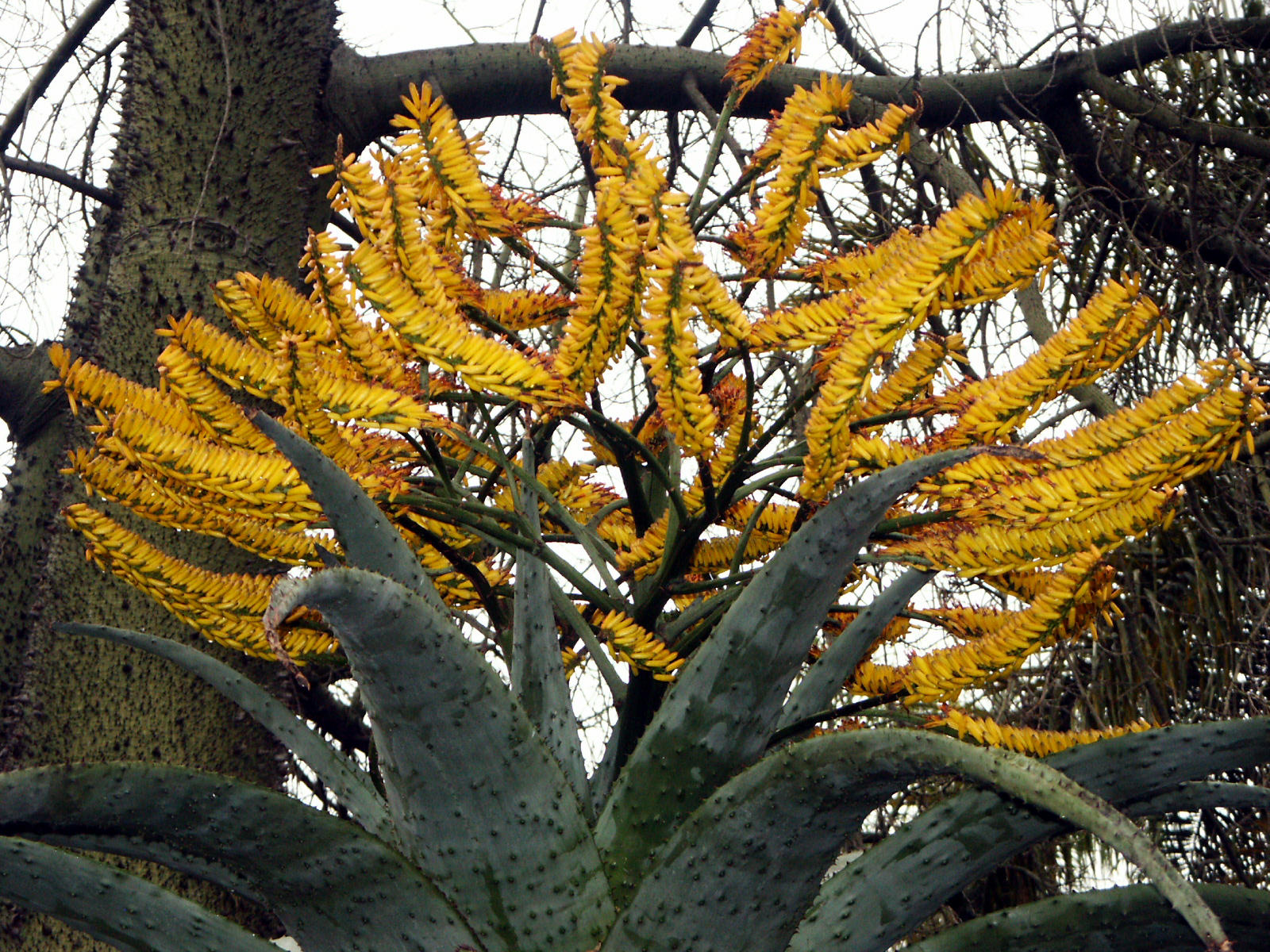
Цвітіння Aloe marlothii

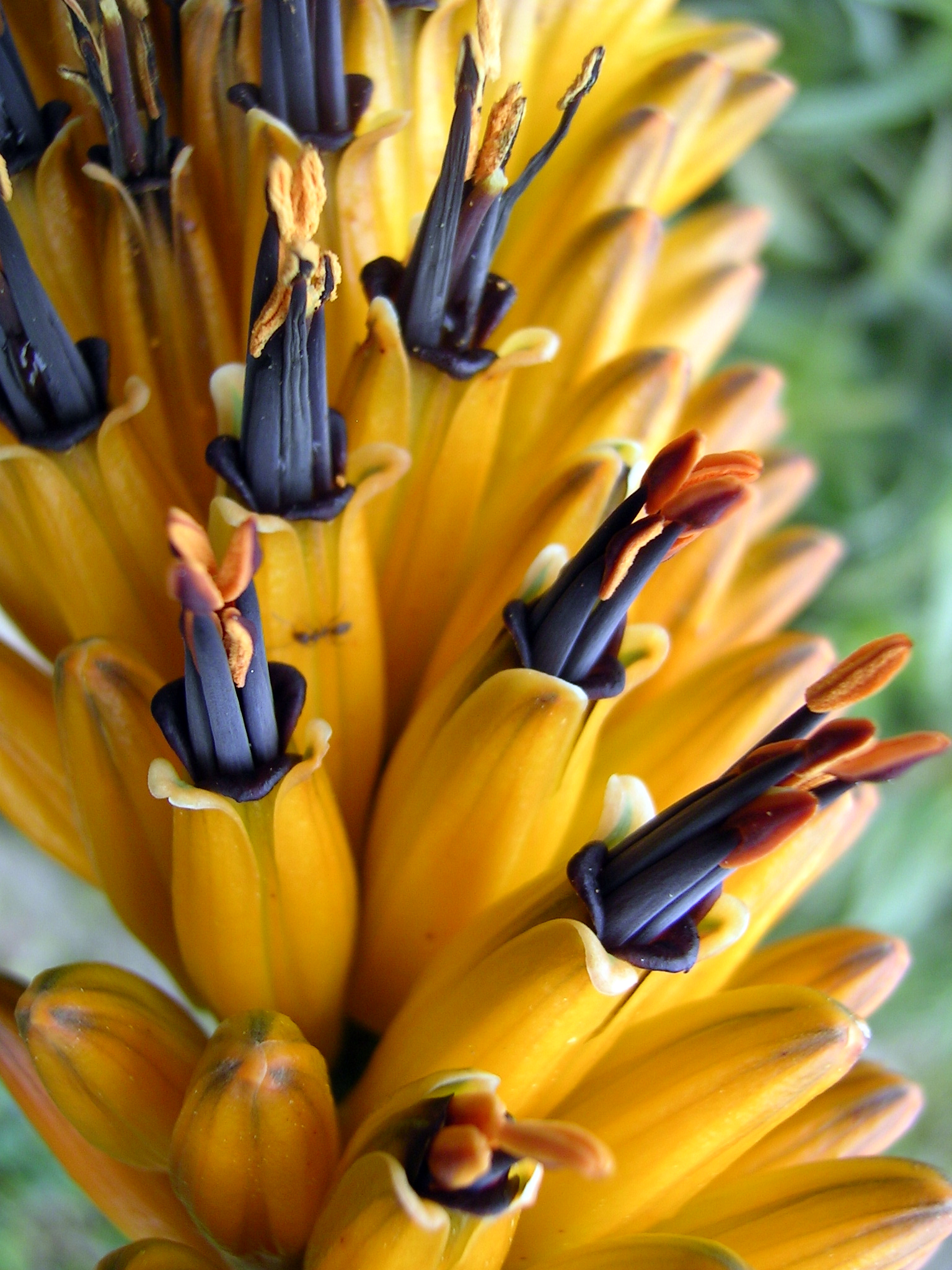
Квіти Aloe marlothii

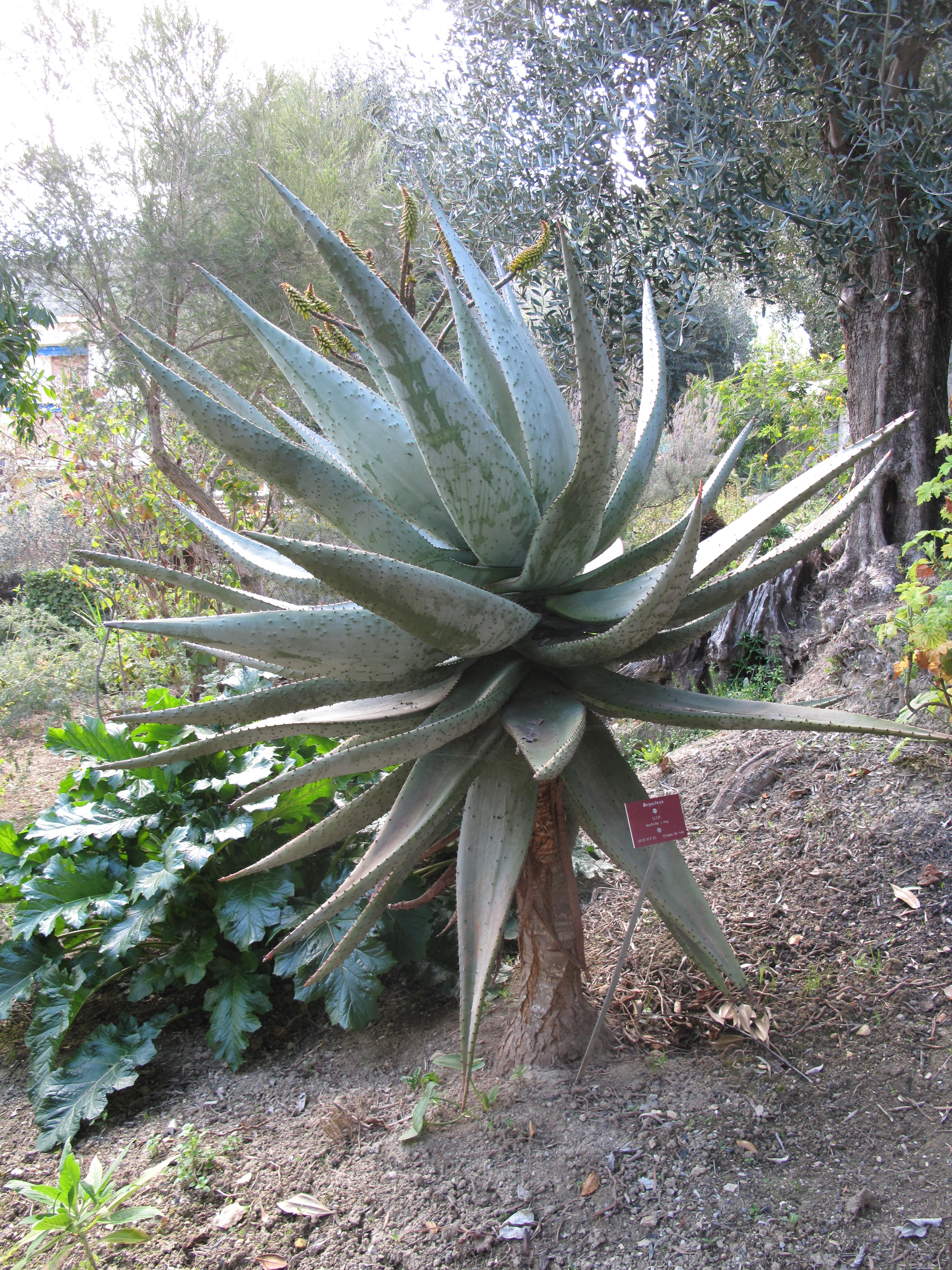
Aloe marlothii в Екзотичному ботанічному саду Валь-Раме

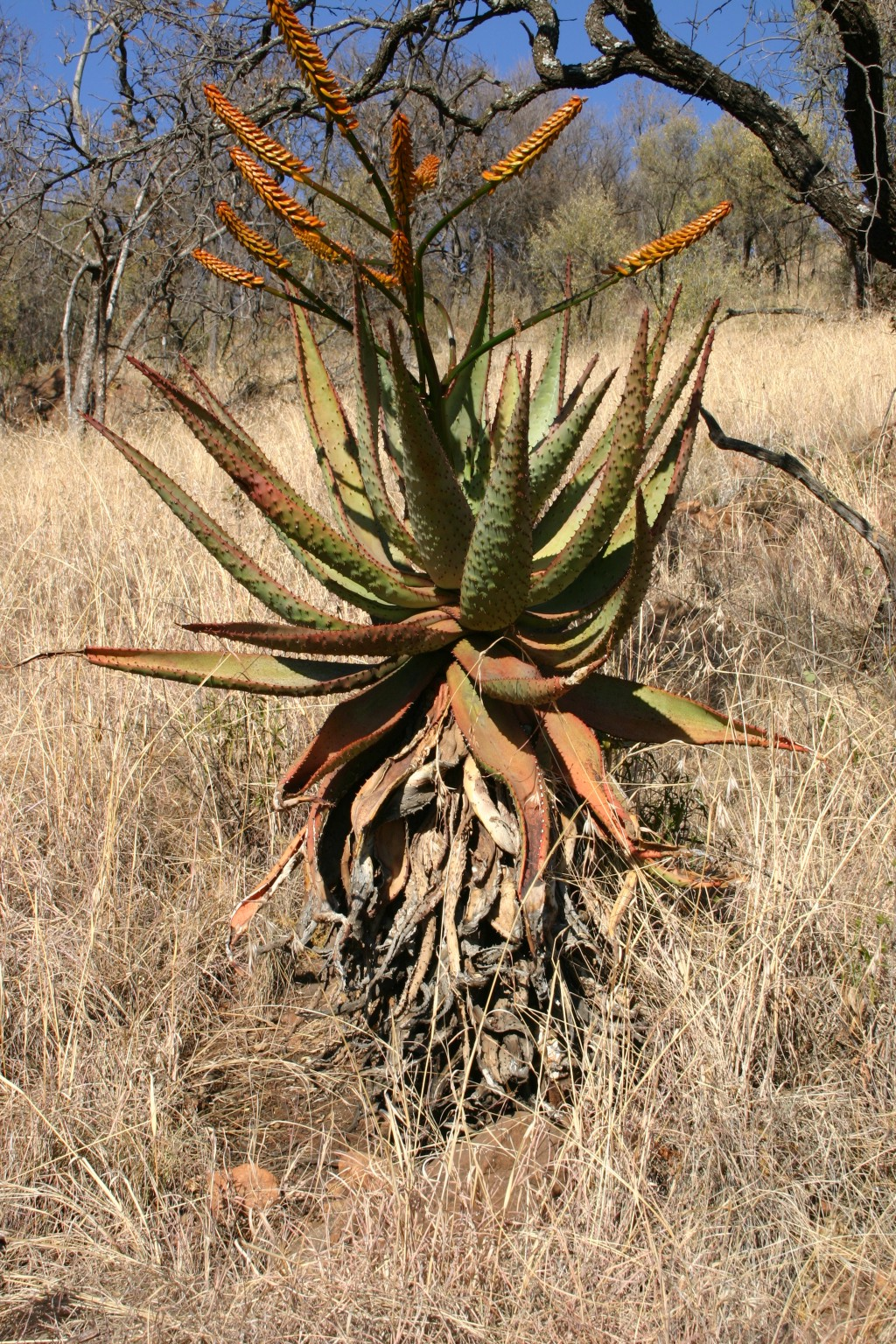
Aloe marlothii в природі

Багаторічний вічнозелений чагарник, що не гілкується заввишки 2-4 м з вершиною, прикрашеною розеткою потужних товстих листків. Листя ланцетоподібні, соковиті, сріблясто-блакитні, 1-1,5 м завдовжки, 20-25 см завширшки. Краї й обидві сторони листка засаджені зубчиками червоного або коричневого забарвлення.
Квітконіс до 80 см заввишки, суцвіття прямостояче. Квітки 3-3,5 см завдовжки помаранчеві або оранжево-жовті.

## Споріднені види
Алое Марлота можна плутати з алое страхітливим (Aloe ferox) особливо рослини з Квазулу-Наталя. Рослини Aloe marlothii з Квазулу-Наталя мають китиці, що мають трохи трикутну форму, а їхні листя мають шипи, які, як правило, відсутні у Aloe ferox, які ростуть в Квазулу-Наталі. В молодому віці Aloe marlothii легко сплутати з Aloe aculeata.

## Місця зростання
Південна Африка: Ботсвана, Південно-Африканська Республіка — Гаутенг, Квазулу-Наталь, Лімпопо, Мпумаланга, Північно-Західна провінція, Есватіні, Зімбабве, Мозамбік. Зустрічається в різних середовищах існування у савані та на пасовищах, але найбільш характерними є великі популяції на скельних пагорбах. Росте на кам'янистих ґрунтах на висоті близько 1 120 м над рівнем моря і нерідко утворює справжні ліси.

## Охоронні заходи
Вид включений до додатку II конвенції про міжнародну торгівлю видами дикої фауни і флори, що перебувають під загрозою зникнення (CITES).
Включений до Червоного списку південноафриканських рослин (англ. Red List of South African Plants). Має статус «найменший ризик».
Зафіксовано ряд традиційних способів використання листя, але збір не є руйнівним і, ймовірно, не призведе до зниження чисельності виду. Підпопуляції можуть бути виключно великими і складатися з тисяч рослин.

## Умови утримання
Утримувати на повному сонці. Влітку поливають рідко (з просушуванням земляного кома). Цей вид перебуває в стані спокою в зимовий час, тримати його треба абсолютно сухим при температурі близько (4 °С). Особливо декоративне у віці 2-5 років. Обов'язковим є добре проникний субстрат, переважно пісок. Витримує температуру близько 0 °С. Дуже часто продається в магазинах.